# Sauméjan
Sauméjan – miejscowość i gmina we Francji, w regionie Nowa Akwitania, w departamencie Lot i Garonna.
Według danych na rok 1990 gminę zamieszkiwało 68 osób, a gęstość zaludnienia wynosiła 3 osób/km² (wśród 2290 gmin Akwitanii Sauméjan plasuje się na 1106. miejscu pod względem liczby ludności, natomiast pod względem powierzchni na miejscu 442.).